# So What
"So What"은 미국의 팝 록 가수 핑크의 싱글이자 맥스 마틴 그리고 A. 스콧 맥칼럼의 작품이다. 이 싱글은 핑크의 다섯번째 정규 앨범 Funhouse의 첫 번째 싱글로 발매됐다. 핑크는 2008년 9월 7일 "So What"으로 2008 MTV 비디오 뮤직 어워드에서 공연을 펼쳤으며 2008 MTV Video Music Awards Latin America에서도 공연을 펼쳤다. 2008년 12월 6일 MTV 유럽 뮤직 어워드에서도 "So What"을 불렀다. 2008년 9월, 이 곡은 미국에서 핑크가 혼자서 부른 첫 1위곡이 되었다. 또한 다른 25개 국가에서 1위에 도달했다. 또한 4대 음악시장에서 모두 1위를 휩쓸었다. 현재 이 싱글은 세계적으로 850만장 이상의 판매량을 올리고 있다.
이 곡은 Guitar Hero: World Tour and SingStar와 레고 락 밴드 등 많은 게임, TV에서 이 곡이 삽입되며 더욱 유명해졌다.

## 차트 실적
"So What"은 2008년 8월 26일 빌보드 핫 100차트에서 9위로 데뷔, 핑크의 노래중 가장 높은 순위로 데뷔하였다. 9월 27일 이곡은 빌보드 핫 100에서 1위를 해 크리스티나 아길레라와 함께 부른 "Lady Marmalade" 이후 핑크의 두 번째 1위곡이 됐다. 하지만 실질적으로 "Lady Marmalade"는 여러 가수가 함께 부른 것이었지만 "So What"은 핑크가 솔로로 발표한 곡으로 더욱 의미가 있다. "So What"은 핑크의 노래중 톱 10위권에 든 9번째 노래로 3연속 10위권이라는 기록도 세웠다. 노래는 첫 주에 116,611만의 디지털 다운로드 판매량을 올리며 Hot Digital Songs 차트에서 4위로 데뷔했고, 다음 주에 2위까지 진입하였다. 이것은 현재 미국에서 300만건 이상의 판매량을 올리고 있다. 2008년 10월 3일 당시 디지털 트랙 차트와 디지털 송스 차트에서 2주연속으로 1위를 지키고 있던 T.I의 싱글 "Whatever You Like"를 떨어뜨리고 "So What"은 1위에 도달하였다.
"So What"은 캐나디안 핫 100 차트에서 4주동안이나 1위를 지켰다. 또한 ARIA 디지털 차트에서 1위에 도달하였으며 ARIA 싱글 차트에서는 4위로 데뷔하여 9월 21일 1위에 올랐다. 이 싱글은 호주에서 14만장 이상의 판매고를 올리며 2x 플래티넘 인증을 받았고 호주에서 핑크의 4번째 1위곡이 되었다. 또한 호주 방송 차트에서는 3주동안이나 정상을 차지했으며 라디오 차트에서는 5주 연속 1위에 올랐다. 스웨덴에서는 9위로 데뷔했고 2위에 만족해야 했다. 그 외에 덴마크와 스칸디나비아ㅂ반도 국가에서도 상위권에 진입했다.

## 포맷 및 트랙 리스트
| - 미국 CD 싱글 1. "So What" (Clean Version) — 3:35 2. "So What" (Main Version) — 3:36 3. "So What" (Bimbo Jones Radio Mix) — 3:38 4. "So What" (Bimbo Jones Full Remix) — 7:32 5. "So What" (Edson Pride Massive Mix) — 9:35 6. "So What" (Extended Mix) — 6:56 - 독일 CD 싱글 1. "So What" (Album Version) — 3:36 2. "So What" (Instrumental) — 3:37 3. "Could've Had Everything" — 3:09 4. "So What" (Video) — 3:40 | - 영국 CD 싱글 1 1. "So What" (Album Version) — 3:36 2. "Could've Had Everything" — 3:09 - 영국 CD 싱글 2 1. "So What" (Album Version) — 3:36 2. "So What" (Instrumental) — 3:37 3. "So What" (Bimbo Jones Radio Mix) — 3:36 4. "So What" (Video) — 3:40 |

## 차트

### 차트 행렬
| 빌보드 팝 100 1위 싱글 |                                     |                            |
| 이전                   | 2008년 10월 18일 - 2008년 11월 15일 | 다음                       |
| "Disturbia"의 리한나   | 2008년 10월 18일 - 2008년 11월 15일 | "Hot n Cold"의 케이티 페리 |
|                        |                                     |                            |
|                        |                                     |                            |

| 빌보드 핫 100 1위 싱글     |                 |                            |
| 이전                       | 2008년 9월 27일 | 다음                       |
| "Whatever You Like"의 T.I. | 2008년 9월 27일 | "Whatever You Like"의 T.I. |
|                            |                 |                            |
|                            |                 |                            |

| 오스트레일리아 ARIA 싱글 차트 1위 싱글 |                                    |                                |
| 이전                                   | 2008년 9월 22일 - 2008년 10월 19일 | 다음                           |
| "Just Dance"의 레이디 가가             | 2008년 9월 22일 - 2008년 10월 19일 | "Sex on Fire"의 킹스 오브 리온 |
|                                        |                                    |                                |
|                                        |                                    |                                |

| 영국 싱글 차트 1위 싱글        |                                    |                               |
| 이전                           | 2008년 10월 5일 - 2008년 10월 25일 | 다음                          |
| "Sex on Fire"의 킹스 오브 리온 | 2008년 10월 5일 - 2008년 10월 25일 | "The Promise"의 걸스 어라우드 |
|                                |                                    |                               |
|                                |                                    |                               |

| 캐나디안 핫 100 1위 싱글   |                                    |                                 |
| 이전                       | 2008년 9월 27일 - 2008년 10월 25일 | 다음                            |
| "Just Dance"의 레이디 가가 | 2008년 9월 27일 - 2008년 10월 25일 | "Womanizer"의 브리트니 스피어스 |
|                            |                                    |                                 |
|                            |                                    |                                 |